# Portugal en el Festival de la OTI
Portugal concurrió al Festival de la OTI desde 1972 en su primera edición celebrada en Madrid. En esa primera participación quedó en quinta posición con la canción Gloria, gloria, aleluya de Tonicha, compuesta por José Cid. Sin embargo se ausentó en seis ocasiones: 1974-76, 1978 y 1982-83. 
La Radio Televisión portuguesa (RTP) exhibe como mejor resultado en la historia del festival el segundo lugar alcanzado por Adelaide Ferreira en 1984 en Ciudad de México con el tema "Vem no meu sonho", siendo superada solo por Chile. Además, registra un tercer lugar en Caracas en 1979 de la mano de José Cid (mismo autor del tema lusitano de 1972 y que volvería a la OTI en 1981, además de representar a su país en Eurovisión 1980) y el tema "Na cabana junto a praia", tras Argentina y Venezuela. Y la misma tercera posición se reiteraría en 1993 en Valencia (España) con Anabela y "Onde estas?", superada por España y por el segundo lugar ex-aequo de México y Brasil. Una nueva tercera posición se produjo en 1998 en San José de Costa Rica, cuando Beto con su tema "Quem espera, desespera" fue solamente superado por Chile y Argentina.
Además, Portugal fue organizador de la edición de 1987 del festival. Para tal efecto se utilizó el teatro São Luis de Lisboa, con una escenografía en tonos oscuros, y delante de ella unas rectas en tonos dorados simulando un sol; la orquesta se ubicaba en el foso delante del escenario, en un nivel más bajo de altura que los intérpretes. Dicha edición fue presentada por Eládio Clímaco y Ana Maria Zanatti. El triunfador en dicha ocasión fue Venezuela.
La mayoría de los representantes de Portugal también estaban relacionados con la participación del país en Eurovisión. Varios eran representantes anteriores, futuros representantes u otros concursantes de la selección nacional de Eurovisión del mismo año. Al menos tres representaron a Portugal en ambas finales internacionales en el mismo año (Paulo de Carvalho en 1977 - solo en OTI y con Os Amigos en Eurovisión, Dulce Pontes en 1991 y Anabela en 1993).
Portugal siempre concurrió al Festival de la OTI cantando en portugués.

## Participaciones de Portugal en el Festival de la OTI
| Año  | Sede             | Artista            | Canción                          | Director orquesta        | Posición | Pts |
| ---- | ---------------- | ------------------ | -------------------------------- | ------------------------ | -------- | --- |
| 2000 | Acapulco         | Lena D'Água        | Mar Portugal                     | José Marinho             | 5        | -   |
| 1998 | San José         | Beto               | Quem espera, desespera           | José Marinho             | 3        | -   |
| 1997 | Lima             | Ágata              | Abandonada                       | Víctor Salasar           | -        | -   |
| 1996 | Quito            | Elaisa             | A minha ilha (Mi isla)           | Jony Galvao              | -        | -   |
| 1995 | San Bernardino   | Pedro Migueis      | Vem lá bem                       | Ramón Galarza            | -        | -   |
| 1994 | Valencia         | Mafalda Saccheti   | Eu quero um planeta azul         | Thilo Krassmann          | 7        | 6   |
| 1993 | Valencia         | Anabela            | Onde Estás? (¿Dónde Estás?)      | Thilo Krassmann          | 3        | -   |
| 1992 | Valencia         | Cristina Roque     | Uma avenida inteira de saudade   | Jaime Oliveira           | 5        | -   |
| 1991 | Acapulco         | Dulce Pontes       | Ao sul da América                | Thilo Krassmann          | 5        | -   |
| 1990 | Las Vegas        | Dora               | Quero acordar (Quiero despertar) | Thilo Krassmann          | 6        | -   |
| 1989 | Miami            | Marco Paulo        | Rosa morena                      | Thilo Krassmann          | 5        | -   |
| 1988 | Buenos Aires     | Luis Filipe        | Vivo a vida cantando             | Jaime Oliveira           | 7        | 6   |
| 1987 | Lisboa           | Teresa Mayuco      | Não me tirem este mar            | Fernando Correia Martins | 6        | -   |
| 1986 | Santiago         | Carlos Pedro       | Adeus à praia                    | Thilo Krassmann          | -        | -   |
| 1985 | Sevilla          | Jorge Fernando     | Um ano depois                    | Segundo Galarza          | -        | -   |
| 1984 | Ciudad de México | Adelaide Ferreira  | Vem no meu sonho                 | José Calvário            | 2        | -   |
| 1981 | Ciudad de México | José Cid           | Uma lágrima                      | Mike Sergeant            | 10       | 14  |
| 1980 | Buenos Aires     | Simone de Oliveira | À tua espera                     | Fernando Correia Martins | 14       | 9   |
| 1979 | Caracas          | José Cid           | Na cabana junto à praia          | Jorge Costa Pinto        | 3        | 32  |
| 1977 | Madrid           | Paulo de Carvalho  | Amor sem palavras                | Thilo Krassmann          | 14       | 1   |
| 1973 | Belo Horizonte   | Paco Bandeira      | Poema de mim                     | Ivan Pablo               | 12       | 2   |
| 1972 | Madrid           | Tonicha            | Glória, glória, aleluia          | Augusto Algueró          | 6        | 5   |

## Festivales organizados en Portugal
| Edición  | Ciudad sede | Localización    | Presentandores                     |
| -------- | ----------- | --------------- | ---------------------------------- |
| OTI 1987 | Lisboa      | Teatro São Luiz | Ana Maria Zanatti y Eládio Clímaco |